# Aldo Petri
Aldo Petri (Prato, 30 ottobre 1918 – Prato, 27 marzo 1983) è stato un politico e storico italiano.

## Biografia
Nato a Prato il 30 ottobre 1918, Aldo Petri fu fin da giovane appassionato studioso di storia locale, formandosi negli ambienti della Società Pratese di Storia Patria. Diplomatosi ragioniere, nel 1939 iniziò a collaborare assiduamente con la rivista "Archivio Storico Pratese", alla fortuna della quale, nel corso degli anni, contribuì con una notevole quantità d'articoli di vario argomento. Chiamato alle armi allo scoppio della Seconda Guerra Mondiale, fu inviato in Slovenia e Croazia come ufficiale di complemento. Rientrato in Italia dopo l'armistizio del 1943, entrò nella Resistenza, operando in Val di Bisenzio e divenendo esponente del Comitato di Liberazione Nazionale per il movimento democratico cristiano. Dopo la Liberazione Petri partecipò attivamente alla vita politica pratese divenendo, dopo le prime esperienze giovanili maturate nell'ambito dell'Azione Cattolica, consigliere comunale e provinciale per la Democrazia Cristiana. Impegnato in prima persona nella valorizzazione e nella tutela del patrimonio storico, artistico e ambientale locale, fu nel 1952 tra i fondatori dell'Associazione Turistica Pratese e, nel 1961, fu nominato, con decreto del Ministero della Pubblica Istruzione, Ispettore Onorario ai Monumenti, Antichità e Belle Arti in Prato. Morì a Prato il 27 marzo 1983. La notevole raccolta personale di Aldo Petri, composta da migliaia di documenti, fu acquistata nel 1984 dalla Biblioteca Lazzerini di Prato e andò a costituire il fondo che ancora oggi porta il suo nome.

## Opere
- Il Natale a Prato : tradizioni natalizie e opere d'arte ispirate al Natale, Prato, Azienda Autonoma di Turismo, 1965.
- Coccodrillo verde : da Sagorje ai Faggi di Javello (diario 1943-1944), Firenze, Club degli autori, 1969.
- Val di Bisenzio, Prato, Edizioni del Palazzo, 1974.